# Barátságos mérkőzés és tétmérkőzés
A sportmérkőzések eredményeinek jelentősége szerint különböztetjük meg a barátságos mérkőzéseket és a tétmérkőzéseket.
A barátságos mérkőzés a labdarúgásban és az egyéb csapatsportokban olyan találkozó, amelyet önállóan, mérkőzéssorozattól (bajnokságtól, kupától stb.) függetlenül bonyolítanak le. Az ilyen mérkőzésen elért  eredmény tehát nem számít bele egyéb mérkőzések eredményébe.
A tétmérkőzés ezzel szemben valamely olyan mérkőzés, amelynek tétje van, azaz az eredménye valamely mérkőzéssorozat lefolyására, eredményeire is befolyással van. A bajnoki tétmérkőzéseken elért eredmény jellemzően pontszámban és gólkülönbségben (esetleg gólarányban) fejeződik ki. A kieséses rendszerben rendezett tétmérkőzés eredményének fő jelentősége   a győztes (továbbjutó) illetve a vesztes (kieső) csapat meghatározásában van.